# Intertoto-Cup 1983
Der 17. Intertoto-Cup wurde im Jahr 1983 ausgespielt. Das Turnier wurde mit 40 Mannschaften ausgerichtet.

## Gruppenphase

### Gruppe 1
| Pl. | Verein             | Sp. | S | U | N | Tore    | Diff. | Punkte |
| --- | ------------------ | --- | - | - | - | ------- | ----- | ------ |
| 1.  | FC Twente Enschede | 6   | 4 | 1 | 1 | 014:100 | +4    | 09:30  |
| 2.  | Standard Lüttich   | 6   | 4 | 0 | 2 | 013:900 | +4    | 08:40  |
| 3.  | FC Zürich          | 6   | 2 | 2 | 2 | 013:130 | ±0    | 06:60  |
| 4.  | Fortuna Düsseldorf | 6   | 0 | 1 | 5 | 009:170 | −8    | 01:11  |

|                    | Niederlande | Belgien | Schweiz | Deutschland Bundesrepublik |
| ------------------ | ----------- | ------- | ------- | -------------------------- |
| FC Twente Enschede |             | 2:0     | 1:1     | 1:0                        |
| Standard Lüttich   | 4:2         |         | 3:0     | 1:0                        |
| FC Zürich          | 3:4         | 2:1     |         | 5:2                        |
| Fortuna Düsseldorf | 2:4         | 3:4     | 2:2     |                            |

### Gruppe 2
| Pl. | Verein         | Sp. | S | U | N | Tore    | Diff. | Punkte |
| --- | -------------- | --- | - | - | - | ------- | ----- | ------ |
| 1.  | BSC Young Boys | 6   | 4 | 0 | 2 | 007:600 | +1    | 08:40  |
| 2.  | Slavia Prag    | 6   | 3 | 0 | 3 | 012:800 | +4    | 06:60  |
| 3.  | Brøndby IF     | 6   | 2 | 1 | 3 | 007:800 | −1    | 05:70  |
| 4.  | Slawia Sofia   | 6   | 2 | 1 | 3 | 005:900 | −4    | 05:70  |

|                | Schweiz | Tschechoslowakei | Danemark | Bulgarien 1971 |
| -------------- | ------- | ---------------- | -------- | -------------- |
| BSC Young Boys |         | 2:1              | 0:2      | 1:0            |
| Slavia Prag    | 2:1     |                  | 3:1      | 5:0            |
| Brøndby IF     | 1:2     | 2:0              |          | 0:0            |
| Slawia Sofia   | 0:1     | 2:1              | 3:1      |                |

### Gruppe 3
| Pl. | Verein        | Sp. | S | U | N | Tore    | Diff. | Punkte |
| --- | ------------- | --- | - | - | - | ------- | ----- | ------ |
| 1.  | Pogoń Stettin | 6   | 3 | 2 | 1 | 010:100 | ±0    | 08:40  |
| 2.  | Werder Bremen | 6   | 3 | 1 | 2 | 012:800 | +4    | 07:50  |
| 3.  | Malmö FF      | 6   | 2 | 1 | 3 | 007:900 | −2    | 05:70  |
| 4.  | FC St. Gallen | 6   | 1 | 2 | 3 | 010:120 | −2    | 04:80  |

|               | Polen | Deutschland Bundesrepublik | Schweden | Schweiz |
| ------------- | ----- | -------------------------- | -------- | ------- |
| Pogoń Stettin |       | 2:1                        | 2:0      | 1:1     |
| Werder Bremen | 4:0   |                            | 1:1      | 3:2     |
| Malmö FF      | 1:2   | 2:1                        |          | 2:0     |
| FC St. Gallen | 3:3   | 1:2                        | 3:1      |         |

### Gruppe 4
| Pl. | Verein            | Sp. | S | U | N | Tore    | Diff. | Punkte |
| --- | ----------------- | --- | - | - | - | ------- | ----- | ------ |
| 1.  | Maccabi Netanja   | 6   | 5 | 0 | 1 | 017:100 | +7    | 10:20  |
| 2.  | Aarhus GF         | 6   | 3 | 0 | 3 | 014:110 | +3    | 06:60  |
| 3.  | FC Luzern         | 6   | 2 | 1 | 3 | 012:170 | −5    | 05:70  |
| 4.  | Shimshon Tel Aviv | 6   | 1 | 1 | 4 | 005:100 | −5    | 03:90  |

|                   | Israel | Danemark | Schweiz | Israel |
| ----------------- | ------ | -------- | ------- | ------ |
| Maccabi Netanja   |        | 3:1      | 6:3     | 3:0    |
| Aarhus GF         | 1:2    |          | 8:3     | 2:1    |
| FC Luzern         | 4:1    | 1:0      |         | 1:2    |
| Shimshon Tel Aviv | 1:2    | 1:2      | 0:0     |        |

### Gruppe 5
| Pl. | Verein                   | Sp. | S | U | N | Tore    | Diff. | Punkte |
| --- | ------------------------ | --- | - | - | - | ------- | ----- | ------ |
| 1.  | FK Sloboda Tuzla         | 6   | 4 | 1 | 1 | 010:600 | +4    | 09:30  |
| 2.  | Honvéd Budapest          | 6   | 2 | 2 | 2 | 010:800 | +2    | 06:60  |
| 3.  | Internacionál Bratislava | 6   | 2 | 1 | 3 | 008:110 | −3    | 05:70  |
| 4.  | SSW Innsbruck            | 6   | 2 | 0 | 4 | 009:120 | −3    | 04:80  |

|                          | Jugoslawien Sozialistische Föderative Republik | Ungarn 1957 | Tschechoslowakei | Osterreich |
| ------------------------ | ---------------------------------------------- | ----------- | ---------------- | ---------- |
| FK Sloboda Tuzla         |                                                | 1:0         | 2:0              | 2:1        |
| Honvéd Budapest          | 2:2                                            |             | 3:1              | 3:1        |
| Internacionál Bratislava | 2:1                                            | 1:1         |                  | 2:1        |
| SSW Innsbruck            | 1:2                                            | 2:1         | 3:2              |            |

### Gruppe 6
| Pl. | Verein             | Sp. | S | U | N | Tore    | Diff. | Punkte |
| --- | ------------------ | --- | - | - | - | ------- | ----- | ------ |
| 1.  | Bohemians ČKD Prag | 6   | 2 | 4 | 0 | 011:900 | +2    | 08:40  |
| 2.  | Odense BK          | 6   | 3 | 1 | 2 | 011:100 | +1    | 07:50  |
| 3.  | Viking Stavanger   | 6   | 1 | 3 | 2 | 009:100 | −1    | 05:70  |
| 4.  | SC Eisenstadt      | 6   | 1 | 2 | 3 | 008:100 | −2    | 04:80  |

|                    | Tschechoslowakei | Danemark | Norwegen | Osterreich |
| ------------------ | ---------------- | -------- | -------- | ---------- |
| Bohemians ČKD Prag |                  | 2:1      | 2:2      | 3:2        |
| Odense BK          | 2:2              |          | 0:3      | 2:1        |
| Viking Stavanger   | 1:1              | 2:3      |          | 1:1        |
| SC Eisenstadt      | 1:1              | 0:3      | 3:0      |            |

### Gruppe 7
| Pl. | Verein           | Sp. | S | U | N | Tore    | Diff. | Punkte |
| --- | ---------------- | --- | - | - | - | ------- | ----- | ------ |
| 1.  | IFK Göteborg     | 6   | 3 | 2 | 1 | 007:300 | +4    | 08:40  |
| 2.  | FC Admira/Wacker | 6   | 3 | 0 | 3 | 010:100 | ±0    | 06:60  |
| 3.  | Bałtyk Gdynia    | 6   | 2 | 2 | 2 | 008:900 | −1    | 06:60  |
| 4.  | Boldklubben 1903 | 6   | 1 | 2 | 3 | 004:700 | −3    | 04:80  |

|                  | Schweden | Osterreich | Polen | Danemark |
| ---------------- | -------- | ---------- | ----- | -------- |
| IFK Göteborg     |          | 1:2        | 3:0   | 1:0      |
| FC Admira/Wacker | 1:2      |            | 3:2   | 3:0      |
| Bałtyk Gdynia    | 0:0      | 3:1        |       | 2:1      |
| Boldklubben 1903 | 0:0      | 2:0        | 1:1   |          |

### Gruppe 8
| Pl. | Verein            | Sp. | S | U | N | Tore    | Diff. | Punkte |
| --- | ----------------- | --- | - | - | - | ------- | ----- | ------ |
| 1.  | Hammarby IF       | 6   | 6 | 0 | 0 | 019:300 | +16   | 12:0   |
| 2.  | Arminia Bielefeld | 6   | 4 | 0 | 2 | 010:500 | +5    | 08:40  |
| 3.  | FC Botew Wraza    | 6   | 2 | 0 | 4 | 006:900 | −3    | 04:80  |
| 4.  | Bryne IL          | 6   | 0 | 0 | 6 | 001:190 | −18   | 0:12   |

|                   | Schweden | Deutschland Bundesrepublik | Bulgarien 1971 | Norwegen |
| ----------------- | -------- | -------------------------- | -------------- | -------- |
| Hammarby IF       |          | 2:1                        | 2:1            | 6:0      |
| Arminia Bielefeld | 0:2      |                            | 4:0            | 3:1      |
| FC Botew Wraza    | 1:2      | 0:1                        |                | 1:0      |
| Bryne IL          | 0:5      | 0:1                        | 0:3            |          |

### Gruppe 9
| Pl. | Verein                  | Sp. | S | U | N | Tore    | Diff. | Punkte |
| --- | ----------------------- | --- | - | - | - | ------- | ----- | ------ |
| 1.  | Videoton Székesfehérvár | 6   | 5 | 0 | 1 | 015:300 | +12   | 10:20  |
| 2.  | TJ Rudá Hvězda Cheb     | 6   | 4 | 1 | 1 | 012:300 | +9    | 09:30  |
| 3.  | KS Cracovia             | 6   | 1 | 1 | 4 | 004:140 | −10   | 03:90  |
| 4.  | SK Sturm Graz           | 6   | 0 | 2 | 4 | 002:130 | −11   | 02:10  |

|                         | Ungarn 1957 | Tschechoslowakei | Polen | Osterreich |
| ----------------------- | ----------- | ---------------- | ----- | ---------- |
| Videoton Székesfehérvár |             | 1:0              | 6:0   | 3:0        |
| TJ Rudá Hvězda Cheb     | 2:1         |                  | 2:0   | 5:0        |
| KS Cracovia             | 1:3         | 0:2              |       | 1:1        |
| SK Sturm Graz           | 0:1         | 1:1              | 0:2   |            |

### Gruppe 10
| Pl. | Verein                 | Sp. | S | U | N | Tore    | Diff. | Punkte |
| --- | ---------------------- | --- | - | - | - | ------- | ----- | ------ |
| 1.  | TJ Vítkovice           | 6   | 4 | 1 | 1 | 013:110 | +2    | 09:30  |
| 2.  | Eintracht Braunschweig | 6   | 3 | 1 | 2 | 009:500 | +4    | 07:50  |
| 3.  | AFD Trakia Plowdiw     | 6   | 2 | 1 | 3 | 011:800 | +3    | 05:70  |
| 4.  | IF Elfsborg            | 6   | 1 | 1 | 4 | 003:120 | −9    | 03:90  |

|                        | Tschechoslowakei | Deutschland Bundesrepublik | Bulgarien 1971 | Schweden |
| ---------------------- | ---------------- | -------------------------- | -------------- | -------- |
| TJ Vítkovice           |                  | 2:2                        | 4:2            | 2:1      |
| Eintracht Braunschweig | 0:2              |                            | 2:0            | 4:0      |
| AFD Trakia Plowdiw     | 5:1              | 0:1                        |                | 4:0      |
| IF Elfsborg            | 1:2              | 1:0                        | 0:0            |          |

## Intertoto-Cup Sieger 1983
- FC Twente Enschede
- BSC Young Boys
- Pogoń Stettin
- Maccabi Netanja
- FK Sloboda Tuzla
- Bohemians ČKD Prag
- IFK Göteborg
- Hammarby IF
- Videoton Székesfehérvár
- TJ Vítkovice